# Disney Channel (европски, средњоисточни и афрички ТВ канал)
Дизни канал европска је телевизијска мрежа која припада европској грани Комапније Волт Дизни, која се емитује на простору Балкана, Грчке, Средњег истока и Африке.
До 2010. је садржао Пољску, а до 2012. Турску, када је емитован на језицима држава, након чега су направљени посебни програми за обе државе.

## Верзије канала
- Дизни канал (Србија): Српска верзија канала која је са емитовањем започела у априлу 2012. Емитује се на простору Србије, Црне Горе, Северне Македоније и деловима Босне и Херцеговина. Дистрибутер канала је Дизнијев заступник за Србију Агенција Маркон. Титл за играни и цртани програм ради компанија Ес-Ди-Ај мидија.
- Дизни канал (Хрватска): Хрватска верзија канала која је са емитовањем започела 1. септембра 2013. године. Емитује се на простору Хрватске и у деловима Босне и Херцеговине.
- Дизни канал (Албанија): Албанска верзија канала започела је са емитовањем 2012. године. Емитује се на простору Албаније и деловима Косова и Метохије. 50% власнисништва канала припада албанској компанији Дигиталб.
- Дизни канал (Словенија): Словеначка верзија канала која је са емитовањем започела у септембру 2012. Емитује се на простору Словеније.
- Дизни канал (Африка): Афричка верзија канала се емитује на целом Афричком континенту. Главна канцеларија канала се налази у Јужноафричкој Републици. Канал се емитује на енглеском језику.
- Дизни канал (Арабија): Арапска верзија канала која је са емитовањем започела у априлу 1997. Емитује се на простору Арапског полуострва и осталим државама где се користи арапски језик.
- Дизни канал (Грчка): Грчка верзија канала која је са емитовањем започела 2009. Емитује се на простору Грчке и Кипра.